# Улица Михайлова (Санкт-Петербург)
У́лица Миха́йлова — улица в Калининском районе Санкт-Петербурга. Проходит от Арсенальной набережной за улицу Комсомола.

## История
На плане 1753 году обозначена как Перево́зная у́лица, поскольку в створе улицы находился перевоз через Неву. Реально это название улицы не употреблялось.
Первое фактическое название — Воскресе́нская у́лица — известно с 1787 года. Так же Воскресенским назывался современный проспект Чернышевского, поскольку обе улицы соединялись в одну магистраль Воскресенским наплавным мостом через Неву.
На плане 1835 года обозначена как Лаборато́рная у́лица, в связи с близостью Артиллерийской лаборатории (Лабораторный просп., 24, не сохранилась).
После переноса в 1849 году Воскресенского моста на место современного Литейного моста улица 7 марта 1880 года получила самостоятельное название Ти́хвинская у́лица. Название происходит от Тихвинской церкви (более распространенное название — Спасо-Бочаринская; её первый этаж был освящен во имя Тихвинской иконы Божией Матери), находившейся на этой улице.
27 апреля 1930 года переименована в честь Льва Михайловича Михайлова (Елинсона), советского и партийного работника, участника Декабрьского вооружённого восстания в Москве в 1905 году и Октябрьских событий 1917 года в Петрограде.

## Достопримечательности и городские объекты

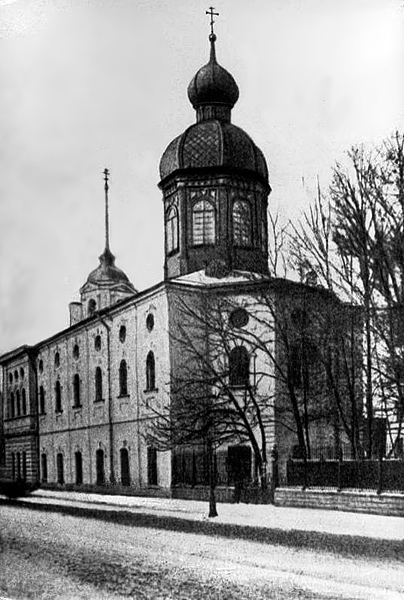
Утраченная Спасо-Бочаринская церковь

- С 1749 года на углу этой улицы и Симбирской улицы стояла Церковь Происхождения Честных Древ Животворящего Креста Господня (Спасо-Бочаринская), в которой с 1880-х годов находился первый в России фаянсовый иконостас. C 1894 по 8.03.1904 священником в этой церкви служил Сергей Николаевич Слепян (1852—1912). Причем до 1896 года — без права читать проповеди из-за слишком тесной связи с рабочими[1]. Церковь была закрыта и разобрана в 1932 году. На месте церкви разбит сквер.
- Дом 2 — деревянный жилой дом Н. А. Пастухова, построен в 1829 году архитектором М. А. Ливеном[2]. В советское время в нём располагался Народный суд Калининского района. В 2014 году после реставрации здание передано Музею Хлеба[3].  памятник архитектуры (вновь выявленный объект)[4]
- Дом 3 — доходный дом товарищества «Беккель», построен в 1907 году архитектором Н. В. Смирновым в стиле модерн.
- Дом 11 — построен в стиле конструктивизма в 1932—1939 годах. В здании располагался Дом культуры «Прогресс», принадлежавший сначала заводу «Прогресс», затем ЛОМО. С 2000-х годов это здание занимает центральный офис «Петроэлектросбыта».
- Дом 14 — комплекс построек при заводе «Арсенал», в том числе: ворота (1886 г.), здание кузницы (корпус 27, конец XIX — начало XX вв.) и производственный корпус (корпус 36, конец XIX — начало XX вв.). Архитекторы — А. П. Гемилиан, А. А. Тон.  памятник архитектуры (вновь выявленный объект)[4]